# Zachary Conrad
Zachary "Zach" Conrad (Fort Collins, Colorado, 11 d'octubre de 1975) va ser un ciclista nord-americà que s'especialitzà amb la pista, on va guanyar una medalla al Campionat del món de persecució per equips.

## Palmarès en pista
- 1995
  -  Campió dels Estats Units en persecució per equips